# Hydrelia meruana
Hydrelia meruana là một loài bướm đêm trong họ Geometridae.